# Jaime Mosquera
Pour les articles homonymes, voir Mosquera.
Jaime Mosquera Reyes, né le 27 juillet 1946 à Lima au Pérou, est un footballeur péruvien des années 1960 et 1970. Il jouait au poste d'attaquant.

## Biographie
Jaime Mosquera se révèle au sein du Deportivo Municipal en 1969. Il commande l'attaque de l'équipe, en compagnie de Hugo Sotil et Nemesio Mosquera, et finit meilleur buteur de cette saison avec 15 buts.
Transféré en 1970 au Sporting Portugal, sur recommandation de Juan Seminario, il peine à s'imposer et ne joue que trois matchs (un but marqué). Il revient au Pérou et s'enrôle au Defensor Lima en 1971. Il termine sa carrière en jouant pour le Cienciano del Cusco en 1972.

## Palmarès
| Deportivo Municipal - Championnat du Pérou : - Meilleur buteur : 1969 (15 buts). |  | Sporting Portugal - Championnat du Portugal : - Vice-champion : 1971. |